# アーノルド・キアリ奇形
アーノルド・キアリ奇形 (アーノルド・キアリきけい、英語: Arnold-Chiari malformation) とは脳の奇形の一種で、後頭部にある小脳や脳幹の一部が、頭蓋骨から脊椎に落ち込んだ状態になる。キアリ奇形とも。この状態になると脊髄空洞症 (syringomyelia) をおこし運動機能に障害が出る。先天性と後天性があり詳しい原因は分かっていない。大人になってから分かることが多く、水頭症及び無呼吸症候群等の症状がきっかけで診断されることが多い。II型でも空洞症は併発していない症例が多く、その相互関係は研究されている。

## 原因
ある説によると、1.髄液の循環異常が原因でキアリ奇形が起こっているという見方や、2.頭蓋骨の容積が通常より小さいことで小脳が脊柱管内に落ち込みキアリ奇形を形成しているという考えがあるが、実際のところキアリ奇形の原因はまだはっきりとはわかっていない。
近年、脊髄下端部にある脊髄終糸の過緊張によってキアリ奇形が起こっているとされ、終糸を切離する終糸切離術が有効との見方が注目されている。

## 症状・型
先天性
妊娠中に後頭骨から上部頸椎の骨の形成異常によって起きる。
後天性
出生時の外傷によって頭蓋骨が変形することによって起きる。

### キアリI型
小脳扁桃の一部のみが脊柱管内に落ち込んだ状態。

### キアリII型
延髄の一部や小脳の虫部までが脊柱管内へ落ち込んだ状態で、キアリI型よりも重症である。
脊髄髄膜瘤、水頭症の合併がみられることが多い。
以前は、特にキアリII型を指して「アーノルド・キアリ奇形」と呼ぶ場合もあった。

## 治療法
治療法は症状に合わせた薬物療法のほか、症状の進行予防および改善を目的に大後頭孔減圧術（拡大術とも）などの外科手術が行われる。しかし、対症的治療であるため、病気の根本的な解決にはつながらず、再手術となるケースも少なくない。

## 歴史
- 1883年 : クリーランドによる二分脊椎、水頭症、小脳と脳幹の解剖学的変化のある児の症例報告が、キアリII型の初めての記述であった[3]。
- 1891年 : ウィーンの病理学者ハンス・キアリが、小脳扁桃が円錐形の突起に伸長し、髄質とともに脊柱管に落ち込んだ17歳女性の症例を報告した[3]。
- 1907年 : ドイツの病理学者Julius Arnoldの弟子であるSchwalbeとGredigが、脊髄髄膜瘤と脳幹・小脳の変化を示す4例を報告し、アーノルド・キアリ奇形と名付けた[3][4]。